# Orden de evaluación

Orden de las operaciones

La prioridad de las operaciones (también llamada jerarquía de operaciones) refiere al conjunto de convenciones que regulan el orden en que una calculadora o un sistema evaluará una operación en una expresión combinada, que contenga dos o más operadores.
Es precisa esta información para validar la coincidencia con el resultado pertinente acorde a las propiedades matemáticas y, sobre todo, para ingresar las expresiones de las operaciones con la notación algebraica adecuada.
Las convenciones para la ejecución de la mayoría de los sistemas, establecen que:
1. lo encerrado entre signos de agrupación (llaves, paréntesis o corchetes) tiene prioridad respecto de lo exterior. La línea horizontal que separa un numerador de un denominador o el signo de radicación cumplen el mismo rol que los paréntesis;
2. la exponenciación precede a la multiplicación, la división, la suma o la resta;

En aplicaciones o sistemas informáticos el orden de operaciones aclara de forma precisa, la secuencia de procedimientos del cálculo en determinada expresión matemática con dos o más operadores.
Como en matemáticas y en la mayoría de los lenguajes de programación, la multiplicación tiene precedencia respecto de la adición, en expresiones como. por ejemplo, 2 + 3 × 4, la respuesta es 14 dado que 2 se suma al resultado de 3 x 4.
Los paréntesis o corchetes pueden emplearse para evitar confusiones, por lo que sería redundante anotar la expresión anterior como 2 + (3 × 4) y sí imprescindible plantearla como (2 + 3) × 4 si será la suma uno de los factores del producto.
Desde la introducción de la notación algebraica, la multiplicación tiene precedencia sobre la suma, cualquiera que sea el lado del número donde aparezca.
Por lo tanto 3 + 4 × 5 = 4 × 5 + 3 = 23.
Los exponentes tienen precedencia sobre las multiplicaciones y las sumas, y tendrán que ser colocados únicamente como superíndice a la derecha de su base. Para cambiar el orden de las operaciones, se utilizan paréntesis.
Por lo tanto, para forzar la precedencia de la adición respecto de la multiplicación, la expresión se anotaría como (2 + 3) × 4 =20, y para la precedencia de la adición respecto de la exponenciación, así: (3 + 5)2 = 64.

## El orden y las propiedades de las operaciones
Las propiedades conmutativa y asociativa de la suma y la multiplicación permiten a los términos ser sumados en cualquier orden y así mismo a los factores a ser multiplicados (de hecho, es un lugar común la expresión el orden de los factores no altera al producto). En las operaciones mixtas, es clave la separación en términos para distinguirlos, previo a toda evaluación de precedencia.
Es útil tratar la división como la multiplicación por el recíproco (inverso multiplicativo) y la resta como la suma del opuesto (inverso aditivo). Así, 3 / 4 = 3 ÷ 4 = 3 • ¼, es decir el cociente entre 3 y 4 es igual al producto de 3 y ¼.
También 3 – 4 = 3 + (–4), es decir la diferencia de 3 y 4 es igual a la suma del 3 positivo y el 4 negativo. Con este razonamiento, se puede pensar 1 – 2 + 3 como la suma de 1, 2 negativo, y 3, y sumarla en cualquier orden: (1 – 2) + 3 = – 1 + 3 = 2 y en orden inverso (3 – 2) + 1 = 1 + 1 = 2. Lo importante es mantener el signo negativo en el 2.
El símbolo de la radicación, √, debe extenderse a lo largo de todo el radicando. El símbolo habitual de la agrupación es una barra horizontal (llamada vinculum) sobre el radicando.
Los símbolos de agrupación se pueden utilizar para modificar el orden habitual de las operaciones.
Lo agrupado por los símbolos correspondientes, puede ser tratados como una única expresión.
Los símbolos de agrupación se pueden eliminar apelando a la propiedad distributiva.
En la potencia de una potencia a cierta base, se eleva tal base al producto de los exponentes. Frente al producto de dos o más potencias de igual base, se eleva tal base a la suma de los exponentes y si se tratara de un cociente, a la resta de los exponentes respectivos. En cuanto a la indicación de efectuar potencias "desde arriba hacia abajo", es la que corresponde a las exponenciaciones sucesivas.

### El signofraccionariopara dividir
Plantear correctamente una división dentro de una expresión compuesta, exige máxima precisión y claridad; se requiere el empleo de la línea horizontal propia de las fracciones para evitar cualquier ambigüedad.

En casos en que la división sea parte de una expresión compleja, conviene evitar el empleo de signos como / o : y de apelarse a ellos, deben incluirse paréntesis, corchetes y llaves para distinguir inequívocamente al dividendo del divisor.

Puede optarse por establecer el cociente recurriendo al producto del inverso.

Las alternativas se evidencian en el siguiente ejemplo en que la tercera formulación es indudablemente la más legible.

La legibilidad evita la multiplicidad de debates respecto del resultado de lo que sencillamente está planteado con ambigüedad y no se resuelve apelando a propiedades matemáticas (menos aún a reglas nemotécnicas) sino a una formulación adecuada de lo que se procura calcular.

### Exponenciaciones sucesivas
Si la notación en una exponenciación presenta una sucesión apilada de superíndices, la regla usual es operar de arriba hacia abajo: abc = a(bc)
que no es lo mismo que (ab)c.
Sin embargo, cuando el operador se expresa con una notación de un caret (^) o una flecha (↑), no hay una convención universalmente establecida.
Por ejemplo, en el lenguaje de programación MATLAB se evalúa a^b^c como (ab)c, pero para WolframAlpha sería a(bc). Así, 4^3^2 se evaluaría dando por resultado 4096 en el primer caso y 262144 en el segundo.

### Potencia de un negativo
Según las convenciones de anotaciones matemáticas, expresiones como −32 se interpretan como 0 − (32) = − 9.
En algunas aplicaciones y lenguajes de programación, como las de las planillas de cálculo, y programas como el bc, el exponente se aplica incluyendo el signo negativo y −32 se interpreta como (−3)2 = 9.
Sin embargo, cuando el signo menos separa una operación binaria en lugar de identificar un número como negativo, la interpretación cambia.
Así, en una planilla, fórmulas como =−2^2, =-(2)^2 y =0+−2^2 dan por resultado 4, mientras las fórmulas =0−2^2 o =−(2^2) dan −4.

### Signos y Símbolos

#### Ejemplos
{\displaystyle {\sqrt {1+3}}+5={\sqrt {4}}+5=2+5=7.\,}
Una línea horizontal que en las fracciones separa al numerador del denominador, también actúa como un símbolo de separación y agrupación: 
{\displaystyle {\frac {1+2}{3+4}}+5={\frac {3}{7}}+5.}
Para facilitar la lectura, otros símbolos de agrupación, tales como llaves {}, o corchetes [], suelen utilizarse junto con el paréntesis (). Por ejemplo, 
{\displaystyle [(1+2)-3]-(4-5)=[3-3]-(-1)=1.}

## Mnemotecnias en acrónimos de evaluación de las calculadoras
Se han desarrollado varios acrónimos para ayudar a recordar el orden en que la mayoría de las calculadoras evalúan las operaciones tal como se las ingresa.
Es crucial considerar que estas recomendaciones mnemotécnicas permiten analizar y comprender la correlación entre lo ingresado a una calculadora (u otra) con el resultado obtenido, máxime cuando la formulación evidencia cierto grado de ambigüedad.
Más allá de situaciones de notación ambigua y revisión de resultados de las calculadoras, para resolver operaciones combinadas lo crucial es la separación en términos siendo pertinentes todas las estrategias válidas concordantes con las propiedades de las operaciones.
Estas mnemotécnicas pueden ser engañosas: pueden promover creencias que llevan a eludir la separación en términos en una operación combinada y su énfasis en el "orden", dejar de lado estrategias y obviar las propiedades de las operaciones.
Si alguna mnemotécnica para las calculadoras refiere a operar de izquierda a derecha, cabe enfatizar el alcance de esta recomendación (evaluar cómo operan las calculadoras) para evitar que desdibuje tanto la propiedad conmutativa como las aseveraciones básicas como la popular que reza: "el orden de los factores no altera el producto".
Un ejemplo cobró reciente popularización viral en relación con una operación de la que surgían dos resultados diferentes según la calculadora empleada: la ambigüedad de su notación, sin embargo, se suple apelando a las indiscutibles propiedades de las operaciones.
Cabe, entonces, ingresar la expresión en notación pertinente al modo en que la evaluará cada calculadora..
El ejemplo es 6÷2(2+1) u otra operación cuya estructura algebraica a÷b(c+d) parece poner en cuestión si el factor a distribuir en la suma englobada entre paréntesis es b dejando al cociente establecido como a÷(bc+bd) o a÷b en cuyo caso resultaría (a÷b)c+(a÷b)d.
El signo ÷ entre a (o el valor que fuese) y la subsiguiente expresión, parece ser el quid de la cuestión. Si en lugar de emplear el signo ÷ se planteara: {\displaystyle {\frac {a}{b}}(c+d)} o {\displaystyle {\frac {a}{b(c+d)}}} aparecería con claridad cuál es el factor a distribuir.
Mientras en {\displaystyle {\frac {a}{b}}(c+d)} el factor a distribuir es claramente {\displaystyle {\frac {a}{b}}} y en {\displaystyle {\frac {a}{b(c+d)}}} es inequívocamente b, es preciso develar que es b en  a÷b(c+d)[cita requerida]. Máxime que la aparente facilidad de sumar en primer lugar hace creer que está en juego una simple operación de aritmética elemental cuando de lo que se trata es de una cuestión de álgebra básica.
En síntesis, más allá de los dos resultados distintos en diferentes calculadoras y de los valores empleados, la expresión puede resolverse superando cierta eventual ambigüedad de notación, desde un análisis algebraico de la estructura de la expresión: en el caso en cuestión, siguiendo la propiedad distributiva del producto respecto de la suma para plantearla como 6÷(4+2) que resulta 6÷(6) con un indiscutible 1 final
Para subsanar el 9 que aparece en una de las calculadoras, basta con añadir paréntesis 6÷(2(2+1)) que la otra calculadora da "por sentados" o englobando el 6÷2 si este (6÷2)(2+1) fuese el orden en que se quiere realizar la operación.
Las propiedades matemáticas no son ambiguas y para subsanar la eventual ambigüedad de alguna notación, en este u otro ejemplo, conviene saber cómo la evaluará la calculadora a emplear.

### Otras notaciones ambiguas
Divisiones sucesivas o cocientes anidados
Al no contar con la línea horizontal que separa numerador de denominador, la notación con que se expresan de divisiones sucesivas presenta distintos resultados según como se evalúan:

Por ejemplo, la expresión  10 ÷ 5 ÷ 2 puede interpretarse como 
 10 ÷ ( 5 ÷ 2 ) = 4 
o como
( 10 ÷ 5 ) ÷ 2 = 1 
El latiguillo sobre "operar de izquierda a derecha" aparenta resolver la ambigüedad en favor de la última expresión.
Es habitual, en matemática, subsanar toda posible ambigüedad expresando los cocientes empleando la línea horizontal o, en su defecto, como productos por el inverso del cociente:
El empleo de fracciones sucesivas se anotaría, por ejemplo, así:
{\displaystyle {\frac {10}{\frac {5}{2}}}}
o, apelando al inverso, así
{\displaystyle 10.{\frac {2}{5}}}
La alternativa es añadir paréntesis para evitar que las diferentes calculadoras evalúen de modo diferente al pretendido.

#### Modalidades de las calculadoras para evaluar expresiones
Cabe subrayar que las mnemotécnicas y menos aún ciertos latiguillos (como el popular "de izquierda a derecha"), lejos de ser parte del corpus matemático, son meros recursos para conocer el modo de ingresar una operación para que la calculadora la resuelva como corresponda (o como se pretenda).
Para tener en cuenta el modo de operar de las calculadoras, en español son habituales siglas como: papomudas («paréntesis, potencias, multiplicación, división, adición, sustracción») y papomudisure («paréntesis, potencias, multiplicación, división, suma, resta»), mientras en inglés estadounidense se apela a pemdas (en español «paréntesis, exponentes, multiplicación, división, adición, sustracción»).